# Objectpermanentie
Objectpermanentie is het vermogen om een beeld (van een persoon of een object) in het geheugen vast te houden, zonder het te zien. Bij baby's ontwikkelt objectpermanentie zich ongeveer na 7 tot 9 maanden.

## Ontwikkeling
Tussen de leeftijd van 7 en 9 maanden oud ontwikkelt een baby objectpermanentie. Voor die tijd werkt het geheugen heel anders: als het kindje iets niet ziet, dan is het er voor het kindje ook niet. Wanneer de objectpermanentie begint te ontwikkelen, zal het kindje beelden van personen of objecten onbewust gaan opslaan in het geheugen. Hierdoor kan hij/zij zich ook als het onderwerp niet fysiek in beeld is nog steeds een voorstelling maken van het onderwerp.
Een manier om de objectpermanentie te testen is de A-niet-B-taak van Jean Piaget. De tester toont speelgoed aan het kind en verstopt het achter zijn hand of onder een doek. Kinderen van 8 tot 12 maanden komen volgens Piaget in substadium 4 van de sensomotorische fase. Ze kunnen het object vinden door twee schema’s te coördineren: het voorwerp opzijschuiven en het voorwerp grijpen. Het vinden van verstopte voorwerpen toont aan dat de kinderen de objectpermanentie ontwikkelen. Ze zien in dat voorwerpen blijven bestaan als ze uit zicht zijn. Als de baby enkele keren hetzelfde voorwerp van dezelfde (verstopte) plaats genomen heeft (A), en het dan naar een andere plaats verstopt ziet worden (B), zal het kind het voorwerp toch nog steeds op de oorspronkelijke plaats blijven zoeken (A). Dit heet de A-niet-B-fout. Kinderen van 12 tot 18 maanden, in substadium 5, zullen verstopt speelgoed op verschillende plaatsen zoeken. Kinderen van 18 tot 24 maanden, in substadium 6, zoeken het speelgoed waar het verstopt is.
Er wordt veel onderzoek gedaan naar de ontwikkeling van objectpermanentie. De daadwerkelijke objectpermanentie van kinderen is namelijk van verschillende dingen afhankelijk. Zo kunnen kinderen op verschillende leeftijden leren dat personen of objecten blijven bestaan als ze uit zicht verdwijnen.